# دوميترو ماكري
دوميترو ماكري (بالرومانية: Dumitru Macri)‏ هو لاعب كرة قدم ومدرب كرة قدم روماني في مركز الدفاع، ولد في 28 أبريل 1931 في بوخارست في رومانيا. شارك مع منتخب رومانيا لكرة القدم. أما مع النوادي، فقد لعب مع رابيد بوخارست.

## وصلات خارجية
- دوميترو ماكري على موقع قاعدة بيانات كرة القدم.إي يو (الإنجليزية)
- دوميترو ماكري على موقع ناشيونال فوتبول تيمز (الإنجليزية)
- دوميترو ماكري على موقع عالم كرة القدم.نت (الإنجليزية)